# Suy tưởng (Marcus Aurelius)
Suy tưởng (tiếng Hy Lạp: Τὰ εἰς ἑαυτόν Ta eis heauton, nghĩa là "những điều cho chính mình", tiếng Latinh: Meditationes) là một tập hợp các ghi chép cá nhân của Marcus Aurelius, Hoàng đế La Mã từ 161 tới 180 CN, ghi lại những suy nghĩ riêng tư cho bản thân và những tư tưởng về triết học khắc kỷ.
Được mệnh danh là vị vua hiền triết, thánh đế, chịu ảnh hưởng từ triết học Hy Lạp chắc chắn ông đã đọc tác phẩm "Cộng hòa" của Plato và chịu ảnh hưởng bởi triết lý: "Đất nước chỉ hạnh phúc khi nhà cầm quyền trở thành triết gia và triết gia trở thành nhà cầm quyền." Thật sự chẳng có bao nhiêu đế vương được như ông, khi không ham thú dục lạc của cuộc sống đế vương mà lại yêu lối sống giản dị của các triết gia khắc kỷ. Tác phẩm được xuất bản tại La Mã sau khi ông qua đời, có lẽ được lưu truyền qua các học giả thành Constantinopolis trước khi thành phố này rơi vào tay người Hồi giáo.

## Nội dung

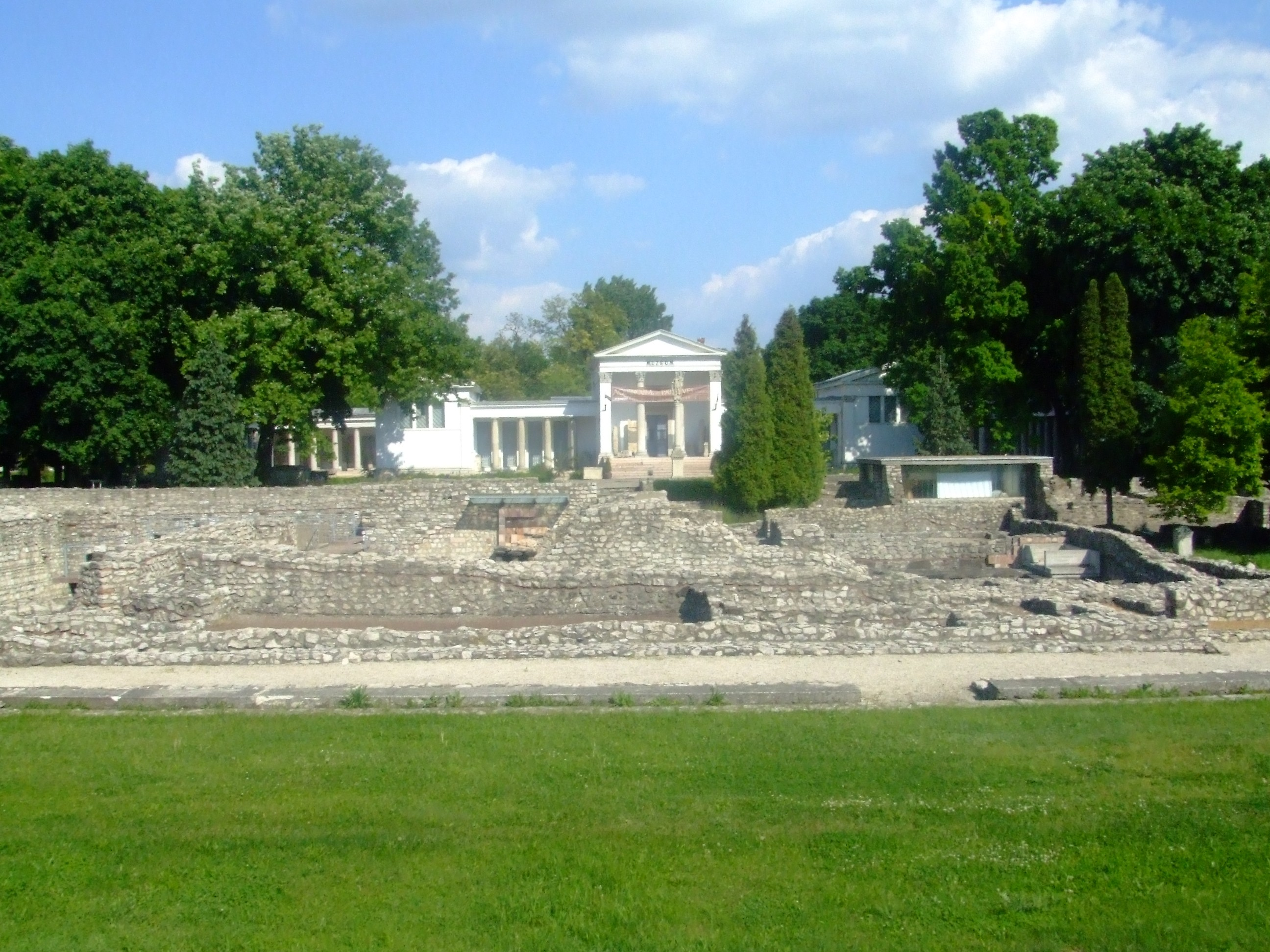
Di tích thành phố cổ Aquincum, nay ở Hungary, một trong những nơi Marcus Aurelius viết Suy tưởng.

Tác phẩm được chia ra thành 12 quyển, lối chia này không rõ là ai chia do tác phẩm được dịch từ hai thủ bản mà chỉ một trong số đó hiện còn được lưu giữ. Các quyển không theo trình tự thời gian, và chúng được viết cho bản thân tác giả. Xuyên suốt tác phẩm là văn phong giản lược, thẳng thắn, phản ánh quan niệm khắc kỷ. Tùy vào bản dịch Anh văn mà phong cách của Marcus không được xem là vương giả mà bình dân, khiến người đọc thấy gần gũi hơn.
Là một người không thích khoa trương có lẽ ông có thể tức giận nếu biết ghi chép cá nhân của mình bị xuất bản công khai. Tác phẩm "Suy tưởng" là những ghi chép cá nhân ghi lại những suy tư chiêm nghiệm dựa trên cuộc đời đầy gian truân của ông, qua tìm hiểu đọc một số đoạn ta có thể đoán ra ông đang nhắc đến những trận chiến mà ông tham gia đã được lịch sử ghi lại. Nhiều đoạn lại nhắc đến những triết gia ông xem là thầy giáo của mình dù có thể ông chưa từng bao giờ gặp họ. Kết cấu của các quyển không phân định rõ ràng nội dung từng quyển đang nói về một điều gì cụ thể.

Một số trích dẫn nổi bật:
"Cái tốt của con người có lí trí là tính không vị kỉ. Vì nó mà ta sinh ra ở đời. Điều đó không có gì mới. Nhớ chưa? Buông những cái thấp vì những cái cao hơn; và những cái cao hơn thì vì nhau. Những gì có ý thức thì cao hơn những gì không có. Và những gì có logos còn cao hơn nữa."
"Tại sao người này coi là rủi ro mà người khác lại coi là may mắn. Anh có thể nào gọi điều gì đó là bất hạnh khi nó không xúc phạm bản chất con người anh? Hay là anh nghĩ một cái gì đó không trái với ý chí của tự nhiên có thể xúc phạm nó [bản chất ấy]? Nhưng anh biết ý chí của nó là gì. Điều xảy ra có ngăn cản anh hành động một cách công bằng, độ lượng, tự chủ, minh mẫn, cẩn trọng, khiêm nhường, cởi mở và tất cả những phẩm chất khác của bản tính con người làm cho nó hoàn thiện không?
Vậy hãy nhớ nguyên tắc này khi có cái gì đó đe dọa làm anh đau: Bản thân sự việc không có gì là rủi ro bất hạnh; nhưng chịu đựng nó và vượt lên trên nó là may mắn tuyệt vời."
"Mọi sự vật đẹp đẽ, chúng đẹp và đủ tự bản thân chúng. Khen ngợi là từ bên ngoài. Đối tượng của lời khen vẫn nguyên như cũ: không tốt hơn không xấu hơn. Tôi nghĩ điều này cũng đúng cho ngay cả những vật "đẹp" trong đời thường - những đồ vật, những tác phẩm nghệ thuật.
Những cái thật sự đẹp có cần thêm gì không? Cũng như những gì thật sự là công bằng, sự thật, lòng tốt, khiêm nhường, không cần thêm gì. Bằng cách khen ngợi, chúng có tốt thêm lên không? Hay là bị hủy hoại bởi sự khinh bỉ? Một viên ngọc có bị xấu đi không, nếu không ai chiêm ngưỡng nó? Hay vàng, hay ngà, hay áo tía? Những đàn lia, những con dao, những đóa hoa, những bụi cây?"

## Văn bản
Không có đề cập rõ ràng nào về Suy tưởng cho tới đầu thế kỷ 10. Đề cập trực tiếp đầu tiên tới từ Giám mục Arethas thành Caesarea, người chuyên sưu tầm các thủ bản.
Văn bản ngày nay hầu như hoàn toàn phụ thuộc vào hai thủ bản là Codex Palatinus (P) mà nay cũng đã thất lạc, và Codex Vaticanus Graecus 1950 (A).

## Đánh giá
Cả tác phẩm đều mang một nỗi buồn man mác vị vua hiền triết rất hay nhắc đến cái chết có lẽ cái chết đã ám ảnh ông cả đời, từ cái chết của người vợ đến các con của mình. Một số đoạn lại là những suy tư đậm tính tự thoại với bản thân, thể hiện những suy tư không khác gì một triết gia. Dù ông chưa bao giờ nhận mình là triết gia cả nhưng những người tìm hiểu về ông đều không khỏi gán cho ông danh xưng đó.